# At-Tajjiba (Dystrykt Północny)
At-Tajjiba (hebr. טייבה; arab. الطيبة; ang. Tajbe) – wieś beduińska położona w Samorządzie Regionu Ha-Gilboa, w Dystrykcie Północnym, w Izraelu.

## Położenie
At-Tajjiba jest położona na wysokości od 70 do 105 m n.p.m. w centralnej części płaskowyżu Ramot Jissachar, na północy Izraela. Znajduje się ona w wadi strumienia Jisachar, który na południe od wsi łączy się ze strumieniem Brit i spływa w kierunku wschodnim do depresji Doliny Jordanu. Okoliczny teren jest mocno pofałdowany, a wzgórza osiągają wysokość 179 m n.p.m. Na północy przebiega wadi strumienia Nachal Tawor, za którym rozciąga się płaskowyż Wyżyny Sirin. W odległości 4 km na zachód od wsi wznosi się masyw góry Giwat ha-More (515 m n.p.m.). W otoczeniu wsi At-Tajjiba znajdują się kibuce Gazit, Geszer i Newe Ur, moszaw Ramat Cewi, wieś komunalna Moledet, oraz wsie arabskie Na’ura, Tamra, Kafr Misr.
At-Tajjiba jest położona w Samorządzie Regionu Ha-Gilboa, w Poddystrykcie Jezreel, w Dystrykcie Północnym Izraela.

## Historia

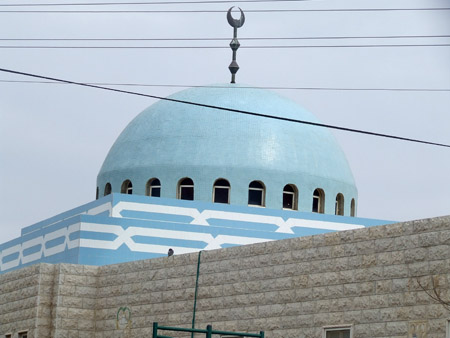
Meczet w At-Tajjiba

Po I wojnie światowej w 1918 roku cała Palestyna przeszła pod panowanie Brytyjczyków, który w 1921 roku utworzyli Brytyjski Mandat Palestyny. W okresie tym, około 1920 roku koczownicze beduińskie plemię Zuabija założyło wieś At-Tajjiba. Gdy w 1937 roku w pobliżu powstał żydowski kibuc Moledet, mieszkańcy wsi odsprzedali im część swoich ziem. W ten sposób ułatwili rozwój osadnictwa żydowskiego w Palestynie. W 1945 roku we wsi żyło 430 mieszkańców, w tym 150 Żydów.
W poszukiwaniu skutecznego rozwiązania narastającego konfliktu izraelsko-arabskiego w dniu 29 listopada 1947 roku została przyjęta Rezolucja Zgromadzenia Ogólnego ONZ nr 181. Zakładała ona między innymi, że wieś At-Tajjiba miała znaleźć się w granicach nowo utworzonego państwa żydowskiego. Arabowie odrzucili tę rezolucję i dzień później doprowadzili do wybuchu wojny domowej w Mandacie Palestyny. Od samego początku wojny tutejsze wioski były wykorzystywane przez arabskie milicje, które sparaliżowały żydowską komunikację w całym regionie. Z tego powodu, siły żydowskiej Hagany przeprowadziły szereg operacji, zajmując i wysiedlając część tutejszych wiosek arabskich. Podczas I wojny izraelsko-arabskiej mieszkańcy At-Tajjiba utrzymywali przyjazne stosunki ze swoimi żydowskimi sąsiadami z Moledet, dzięki czemu ich wieś nie została wysiedlona i zachowała swój arabski charakter.

## Demografia
Mieszkańcy wsi są Arabami i Beduinami, pod względem wyznaniowym są to muzułmanie:

## Gospodarka i infrastruktura
Gospodarka wsi opiera się na rolnictwie. Część mieszkańców pracuje poza wsią. We wsi jest przychodnia zdrowia i sklep wielobranżowy.

## Transport
Ze wsi wyjeżdża się na południe do wsie komunalnej Moledet i drogi nr 717.

## Edukacja i kultura
We wsi jest szkoła podstawowa. Wieś posiada własny meczet, ośrodek kultury oraz salę sportową.

## Turystyka
Wieś jest dogodnym punktem wyjściowym do pieszych wędrówek po całej okolicy. Na północny wschód od wsi jest położony rezerwat przyrody Nachal Tawor, natomiast na wschodzie znajdują się ruiny twierdzy krzyżowców Belvoir chronione przez Park Narodowy Belvoir.